# Rannalhi
Rannalhi è un'isola delle Maldive posta nella zona sud-occidentale dell'atollo di Malé-sud.
Dista 36 km dall'aeroporto di Malé (Capitale delle Maldive).
La folta vegetazione tropicale, le spiagge bianche e la splendida barriera corallina (reef) a poca distanza dalla riva caratterizzano questa isola.
Meta di vacanza per il turismo internazionale.